# لارا إسكندر
لارا إسكندر هي مغنية وكاتبة أغاني مصرية من أصل إيطالي ولدت في يوم 18 ديسمبر 1990 في مدينة سانتا مونيكا في كاليفورنيا في الولايات المتحدة لأب مصري إيطالي وأم لبنانية، إشتركت بمسابقة ستار أكاديمي 6 ووصلت إلى النصف النهائي، تغني باللغتين العربية والإنجليزية.

## الأغاني
- "Mission Is You"
- Chains
- "Taalou Ghannou Maaya (تعالوا غنّوا معايا׳)"
- "About A Girl" ألبوم
- خلاص خلاص
- الطابور
- بلدنا حلوة ( مع محمد حماقى)

## وصلات خارجية
- الموقع الرسمي
- لارا إسكندر على موقع الدهليز
- لارا إسكندر على موقع قاعدة بيانات الأفلام العربية